# Mundur służbowy Żandarmerii Wojskowej

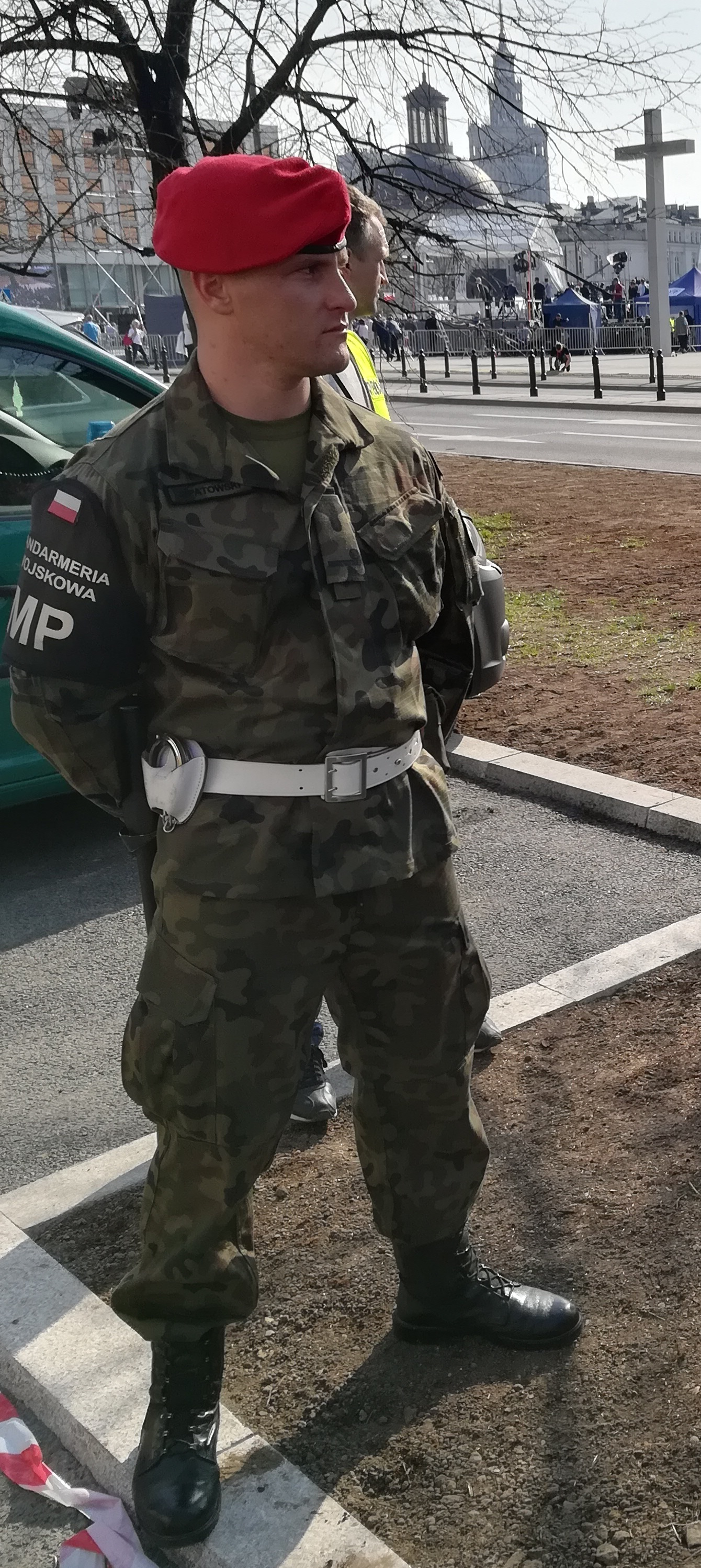
Żołnierz ŻW w mundurze służbowym

Umundurowanie służbowe Żandarmerii Wojskowej – ubiór żołnierzy Żandarmerii Wojskowej noszony podczas wykonywania wojskowej kontroli ruchu drogowego (WKRD) oraz służby patrolowej i konwojowej. 
Umundurowanie służbowe Żandarmerii składa się z wielu sortów mundurowych. Wyróżniamy w sumie 5 zestawów przeznaczonych do noszenia podczas służby patrolowej i konwojowej (2 na lato i 3 na zimę) oraz 8 zestawów przeznaczonych do noszenia w czasie wykonywania wojskowej kontroli ruchu drogowego (WKRD).

## Elementy umundurowania służbowego ŻW

### Nakrycia głowy
Beret koloru szkarłatnego. Na berecie umieszcza się znak orła wojskowego Wojsk Lądowych oraz oznakę stopnia.
Czapka futrzana jest wojskową wersją uszanki. Przeznaczona jest na okres zimowy. Wyróżniamy dwa rodzaje czapek futrzanych: zwykłą oraz oficerską. Różnica polega na innym kolorze „futerka”. Na czapce futrzanej umieszcza się metalowy znak orła Wojsk Lądowych
Czapka zimowa wykonana z dzianiny wełnianej w kolorze czarnym, podklejonej od wewnątrz poliestrową dzianiną typu „polar”.

### Koszule
Koszula oficerska koloru białego i Koszula oficerska koloru khaki zapinane są na 7 guzików. Koszule posiadają długi rękaw z mankietem zapinanym na guzik lub spinkę. Szwy barkowe skierowane są nieco ku przodowi. Dół koszuli zaokrąglony. Występują także wersje dla kobiet o kroju bardziej dopasowanym do kobiecej sylwetki.
Koszulo-bluza z krótkimi rękawami koloru białego i Koszulo-bluza oficerska z krótkimi rękawami koloru khaki zapinane są z przodu na 7 guzików. Na szwach barkowych skierowanych w przód umieszczono dwa guziki pozwalające na zamocowanie naramienników z oznaczeniem stopnia. Z przodu u góry naszyte dwie kieszenie zapinane na guzik. Występują także wersje dla kobiet o kroju bardziej dopasowanym do kobiecej sylwetki.
Koszulo-bluza oficerska z długimi rękawami koloru białego i Koszulo-bluza oficerska z długimi rękawami koloru khaki mają podobną konstrukcję do koszulo-bluzy z krótkimi rękawami. Zasadniczą różnicą są długie rękawy zakończone mankietami zapinanymi na guziki. Występują także wersje dla kobiet o kroju bardziej dopasowanym do kobiecej sylwetki.
Koszulo-bluza polowa wz. 93 wykonana z tkaniny bawełnianej w kamuflażu wz. 93. Zapinana z przodu na 7 guzików. Na szwach barkowych skierowanych w przód naszyto naramienniki. Z przodu u góry naszyte dwie kieszenie zapinane na guzik. Występują także wersje dla kobiet o kroju bardziej dopasowanym do kobiecej sylwetki. 

### Bluzy i spodnie
Umundurowanie polowe wz. 93 wykonane z tkaniny w kamuflażu wz. 93 (o składzie: bawełna 63%, poliester 37%). Bluza posiada 9 kieszeni, w tym 2 zamykane na zamki błyskawiczne, reszta na guziki. Spodnie posiadają 5 kieszeni w tym 1 na nóż, 2 tradycyjne i 2 z przodu na udach. Spodnie zwężające się ku dołowi.
Umundurowanie polowe letnie wz. 93 wykonane z lekkiej tkaniny w splocie rip-stop w kamuflażu wz. 93 (o składzie: 83% bawełna i 17% poliester). Bluza posiada 8 kieszeni, w tym 2 wewnętrzne zamykane na zamki, reszta na rzepy. Spodnie posiadają 4 kieszenie, 2 zapinane na "rzepy", 2 klasyczne.
Umundurowanie polowe wz. 2010 wykonane z tkaniny w splocie rip-stop w kamuflażu wz. 93 (o składzie: 50% bawełny, 50% poliestru). Bluza zapinana jest na guziki, kryte listwą. W pasie umieszczono ściągacz tasiemkowy. Mankiety regulowane za pomocą patki z rzepem. Szyję chroni kołnierz typu stójka. Bluza posiada 5 kieszeni: 2 naszyte pod kątem na klatce piersiowej i 3 na rękawach. Spodnie posiadają proste nogawki. W spodniach umieszczono cztery kieszeni – dwie klasyczne i dwie boczne cargo.
Umundurowanie polowe letnie wz. 2010 wykonane z tkaniny w splocie rip-stop w kamuflażu wz. 93 (o składzie: 83% bawełna i 17% poliester). Krój taki sam jak w wersji całorocznej.
Bluza olimpijka wykonana jest z gabardyny mundurowej w kolorze khaki. Zapinana jest na pięć krytych guzików, kołnierz i wyłogi wykładane. Z przodu umieszczono dwie kieszenie. Na szwach barkowych umieszczono naramienniki zapinane na guzik. Do dołu doszyty pasek, zapinany na klamrę. Występuje też wersja dla kobiet o kroju bardziej dopasowanym do kobiecej sylwetki.
Kurtka i spodnie munduru wyjściowego wykonane są z gabardyny mundurowej w kolorze khaki. Kurtka jednorzędowa z wykładanym kołnierzem i wyłogami, zapinana na cztery guziki. Z przodu umieszczono cztery kieszenie. Kurtka ponadto posiada naramienniki. Na guzikach umieszczono znak orła Wojsk Lądowych. Spodnie długie, bez mankietów zwężane ku dołowi.
Kurtka i spodnie munduru wyjściowego letniego wykonane są z tropiku mundurowego w kolorze khaki. Krój taki jak przy umundurowaniu wyjściowym zwykłym.

### Nakrycia wierzchnie
Ubranie ochronne wykonane z tkaniny paroprzepuszczalnej w kamuflażu wz. 93. Kurtka posiada cztery kieszenie, w tym dwie wewnętrzne zamykane na zamki błyskawiczne. Zapinana jest na zamek błyskawiczny kryty listwą. Kurtka posiada stójkę oraz dopinany kaptur. Ocieplacz stanowi dopinany polar w kolorze czarnym, który można nosić samodzielnie. Spodnie w kroju prostym, posiadają nogawki rozpinane na całej długości.
Kożuch

### Akcesoria

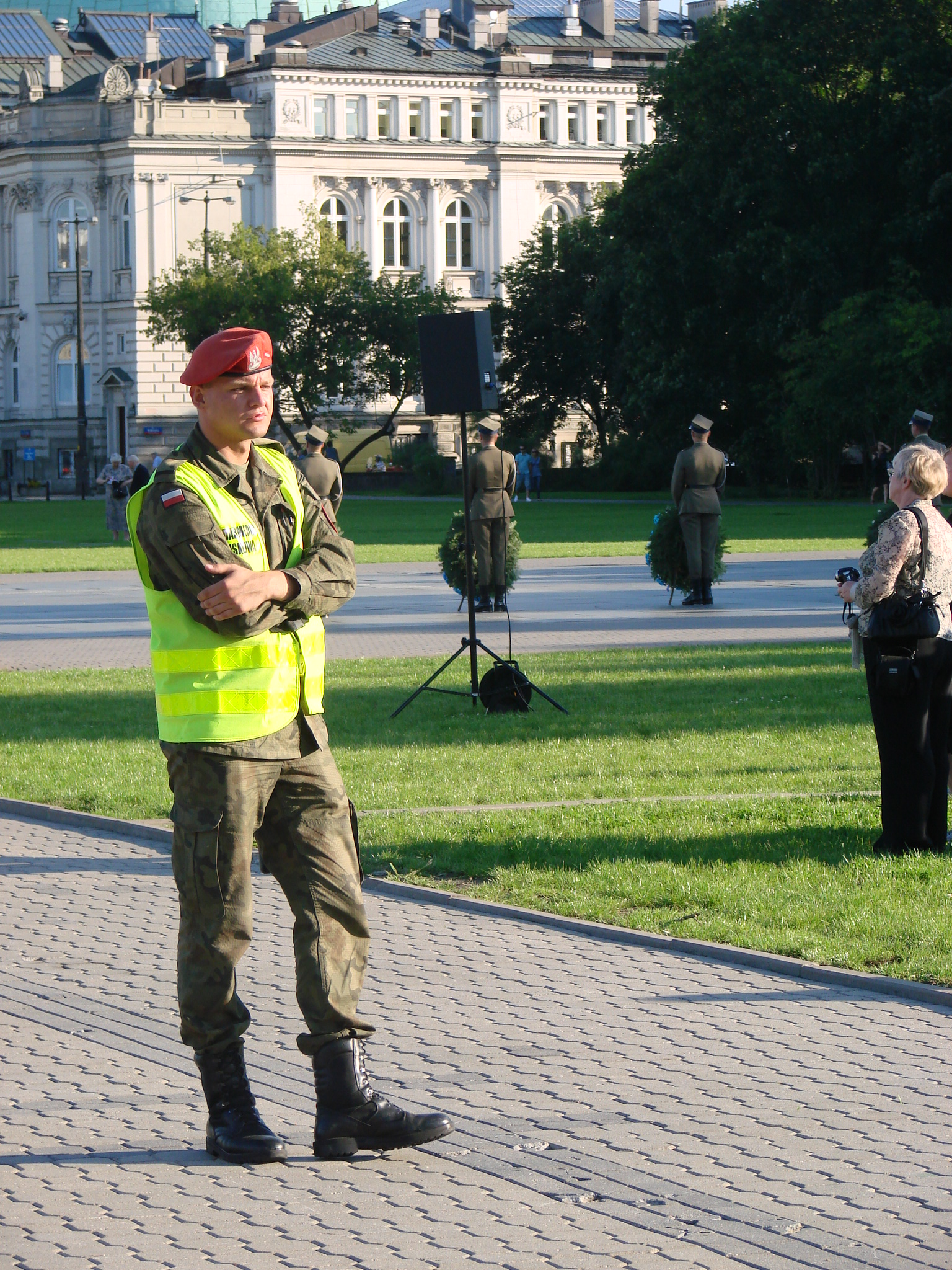
Umundurowany żandarm w kamizelce odblaskowej

Szalokominiarka wykonana z dzianiny w kolorze khaki.
Szalik wykonany z tkaniny w kolorze khaki.
Rękawiczki skórzane wykonane z czarnej naturalnej skóry.
Rękawiczki zimowe pięciopalcowe wykonane z czarnej dzianiny 3 warstwowej z membraną paroprzepuszczalną.
Pas oficerski koloru białego wykonany z naturalnej skóry koloru białego.
Pas żołnierski z klamrą WP wykonany z zielonego polamidu. Posiada metalową, czarną klamrę z wytłoczonymi literami WP.
Torba żandarmerii
Kamizelka odblaskowa koloru żółtego z napisem „Żandarmeria Wojskowa”
Krawat w kolorze khaki.

### Obuwie
Trzewiki (tzw. desanty) wykonane są z czarnej skóry naturalnej. Cholewa wysoka - sięgającą za kostkę, podeszwa z małym protektorem.
Trzewiki letnie wykonane są z czarnej, wodoodpornej skóry bukatowej. Cholewa wysoka - sięgającą za kostkę. Posiadają wstawki z tkaniny typu Cordury. W celu poprawienia wodoodporności zastosowano membranę paroprzepuszczalną. Spody montowane są metodą bezpośredniego wtrysku.
Buty specjalne (tzw. Kupczaki) wykonane są ze skór bydlęcych o podwyższonej odporności na przemakanie. W butach zastosowano klejony system montażu podeszwy. Podszewka obuwia wykonana jest z materiału trójwarstwowego z membraną paroprzepuszczalną.
Półbuty wykonane są z czarnej, naturalnej skóry. Przeznaczone wyłącznie dla żołnierzy-mężczyzn.
Półbuty damskie wykonane są z czarnej, naturalnej skóry. Jest to obuwie typu czółenko. Przeznaczone wyłącznie dla żołnierzy-kobiet.
Buty filcowo-gumowe

## Ubiór służbowy noszony podczas wykonywania służby patrolowej i konwojowej

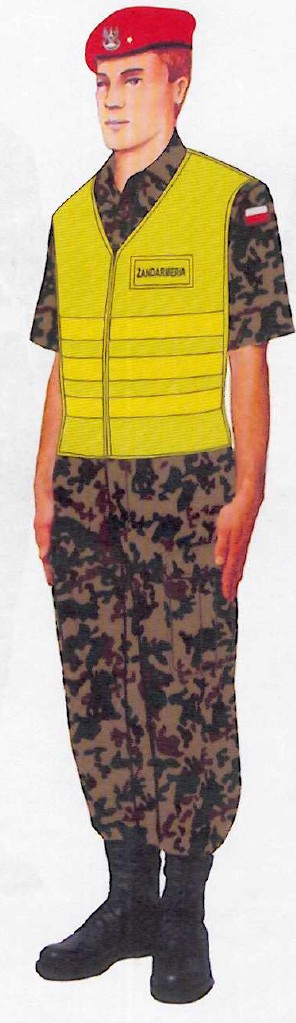
Ubiór służbowy noszony podczas wykonywania wojskowej kontroli ruchu drogowego (WKRD)

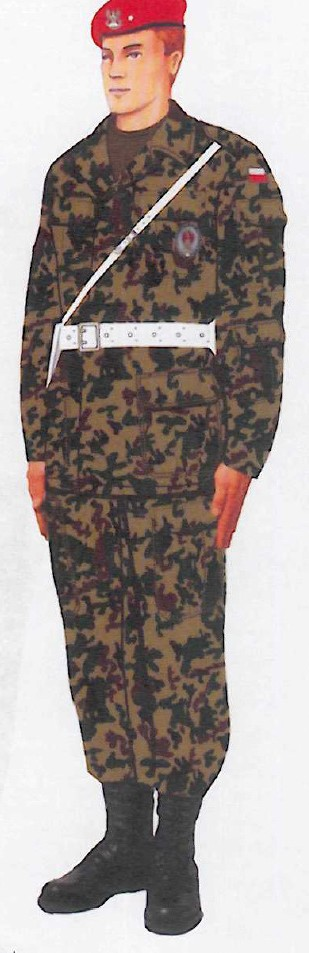
Ubiór służbowy noszony podczas pełnienia służby konwojowej i patrolowej

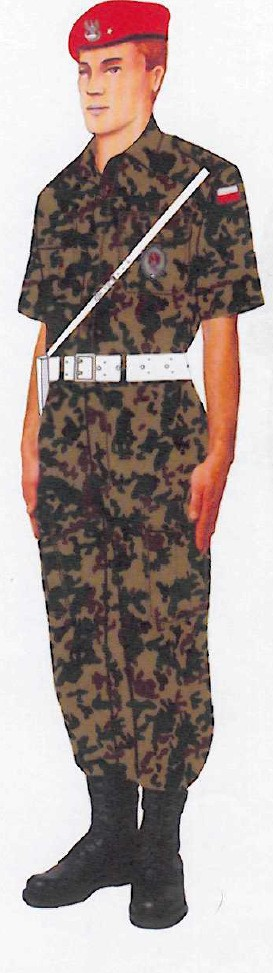
Ubiór służbowy letni noszony podczas pełnienia służby konwojowej i patrolowej

### Zestaw 1 (zima)
W skład zestawu wchodzi:
- Beret
- Kurtka ubrania ochronnego z ocieplaczem
- Bluza polowa
- Spodnie polowe lub spodnie ubrania ochronnego[r]
- Szalokominiarka lub szalik
- Rękawiczki
- Trzewiki lub buty specjalne
- Pas oficerski koloru białego lub pas żołnierski z klamrą WP[s]
- Torba żandarmerii[t]
- Kamizelka odblaskowa[u]

### Zestaw 2 (zima)
W skład zestawu wchodzi:
- Czapka futrzana lub czapka zimowa
- Kurtka ubrania ochronnego z ocieplaczem
- Bluza polowa
- Spodnie polowe lub spodnie ubrania ochronnego[r]
- Szalokominiarka lub szalik
- Rękawiczki
- Trzewiki lub buty specjalne
- Pas oficerski koloru białego lub pas żołnierski z klamrą WP[s]
- Torba żandarmerii[t]
- Kamizelka odblaskowa[u]

### Zestaw 3 (lato)
W skład zestawu wchodzi:
- Beret
- Bluza polowa lub polowa letnia
- Spodnie polowe lub polowe letnie
- Trzewiki, trzewiki letnie lub buty specjalne
- Pas oficerski koloru białego lub pas żołnierski z klamrą WP[s]
- Torba żandarmerii[t]
- Kamizelka odblaskowa[u]

### Zestaw 4 (lato)
W skład zestawu wchodzi:
- Beret
- Spodnie polowe lub polowe letnie
- Koszulo-bluza polowa wz. 93
- Trzewiki, trzewiki letnie lub buty specjalne
- Pas oficerski koloru białego lub pas żołnierski z klamrą WP[s]
- Torba żandarmerii[t]
- Kamizelka odblaskowa[u]

### Zestaw 5 (lato)
W skład zestawu wchodzi:
- Beret
- Kurtka ubrania ochronnego z ocieplaczem lub bez
- Bluza polowa lub polowa letnia
- Spodnie polowe lub polowe letnie
- Trzewiki, trzewiki letnie lub buty specjalne
- Pas oficerski koloru białego lub pas żołnierski z klamrą WP[s]
- Torba żandarmerii[t]
- Kamizelka odblaskowa[u]

## Ubiór służbowy noszony podczas zwykłej służby patrolowej WKRD

### Zestaw 1 (zima)
W skład zestawu wchodzi:
- Beret
- Kurtka ubrania ochronnego z ocieplaczem[v]
- Bluza polowa
- Spodnie polowe
- Szalokominiarka
- Rękawiczki
- Trzewiki lub buty specjalne
- Pas oficerski koloru białego lub pas żołnierski z klamrą WP[s]
- Kamizelka odblaskowa

### Zestaw 2 (zima)
W skład zestawu wchodzi:
- Czapka futrzana lub czapka zimowa
- Kurtka ubrania ochronnego z ocieplaczem[v]
- Bluza polowa
- Spodnie polowe
- Szalokominiarka
- Rękawiczki
- Trzewiki lub buty specjalne
- Buty filcowo-gumowe
- Kożuch
- Pas oficerski koloru białego lub pas żołnierski z klamrą WP[s]
- Kamizelka odblaskowa

### Zestaw 3 (lato)
W skład zestawu wchodzi:
- Beret
- Kurtka ubrania ochronnego z ocieplaczem lub bez
- Bluza polowa lub polowa letnia
- Spodnie polowe lub polowe letnie
- Trzewiki, trzewiki letnie lub buty specjalne
- Pas oficerski koloru białego lub pas żołnierski z klamrą WP[s]
- Kamizelka odblaskowa[u]

### Zestaw 4 (lato)
W skład zestawu wchodzi:
- Beret
- Spodnie polowe lub polowe letnie
- Koszulo-bluza polowa wz. 93
- Trzewiki, trzewiki letnie lub buty specjalne
- Pas oficerski koloru białego lub pas żołnierski z klamrą WP[s]
- Kamizelka odblaskowa[u]

## Ubiór służbowy noszony podczas zabezpieczenia wizyt delegacji krajowych, zagranicznych, VIP-ów oraz podczas kierowania ruchem drogowym w czasie uroczystości państwowych

### Zestaw 1 (zima)
W skład zestawu wchodzi:
- Beret
- Kurtka i spodnie munduru wyjściowego
- Koszula oficerska
- Krawat
- Bluza olimpijka
- Szalik
- Rękawiczki skórzane
- Półbuty
- Pas oficerski koloru białego lub pas żołnierski z klamrą WP[s]
- Kamizelka odblaskowa[w]

### Zestaw 2 (lato)
W skład zestawu wchodzi:
- Beret
- Koszulo-bluza oficerska z krótkimi lub długimi rękawami[6]
- Krawat
- Spodnie munduru wyjściowego letniego
- Półbuty
- Pas oficerski koloru białego lub pas oficerski[x]
- Kamizelka odblaskowa[w]

### Zestaw 3 (lato)
W skład zestawu wchodzi:
- Beret
- Kurtka i spodnie munduru wyjściowego letniego
- Koszula oficerska
- Krawat
- Bluza olimpijka
- Półbuty
- Pas oficerski koloru białego lub pas żołnierski z klamrą WP[s]
- Kamizelka odblaskowa[w]

### Zestaw 4 (lato)
W skład zestawu wchodzi:
- Beret
- Koszula oficerska
- Krawat
- Bluza olimpijka
- Spodnie munduru letniego
- Półbuty
- Pas oficerski koloru białego lub pas żołnierski z klamrą WP[s]
- Kamizelka odblaskowa[w]